# Michel Tamaya
Pour les articles homonymes, voir Tamaya.
Michel Tamaya est un homme politique français de l'île de La Réunion né le 19 décembre 1944 à Sainte-Marie et membre du PS.

## Biographie
Il a succédé à Gilbert Annette à la mairie de Saint-Denis en 1994 à la suite de la condamnation de celui-ci pour corruption. Il bat le candidat de droite, Jean Chatel, dès le 1er tour de l'élection municipale de 1995.
En 1997, il est par ailleurs élu député de la première circonscription de La Réunion face à René-Paul Victoria, qui le bat aux élections municipales de 2001 et aux élections législatives de 2002.
Il doit probablement sa défaite aux municipales à sa volonté de scinder La Réunion en deux départements. Il est l'auteur d'un rapport parlementaire préconisant cette réforme administrative rejetée par la population.
Il est membre du Conseil régional de La Réunion jusqu'en 2010. En mars 2008, il conduit une liste aux élections municipales et est battu.